# Vismia mandurr
Vismia mandurr är en johannesörtsväxtart som beskrevs av Georg Hans Emmo Emo Wolfgang Hieronymus. Vismia mandurr ingår i släktet Vismia och familjen johannesörtsväxter. Inga underarter finns listade i Catalogue of Life.